# Phylloptera festae
Phylloptera festae är en insektsart som beskrevs av Griffini 1896. Phylloptera festae ingår i släktet Phylloptera och familjen vårtbitare. Inga underarter finns listade i Catalogue of Life.